# Museo de Bellas Artes de Salta
El Museo provincial de Bellas Artes o Museo de Bellas Artes de Salta, nace de la voluntad del Gobierno de la Provincia de Salta con el objetivo de difundir,  educar y exhibir la producción artística local, nacional e internacional.
Posee una colección en permanente crecimiento formada por el aporte de artistas locales, extranjeros.

## Infraestructura
El edificio del museo ha sido totalmente restaurado, ampliado y adaptado a su nueva función como museo, con más de 1000 metros cuadrados y 2 plantas en las que se distribuyen 11 salas.
En la sala  de la planta alta se exhibe una muestra de arte Prehispánico y otra está dedicada al arte del retrato del siglo XIX.
A la izquierda de la 7.ª sala se destaca una colección de obras religiosas de los siglos XVII y XVIII, dos de ellas prestadas al museo por la señora Margarita Sunblad. Entre estas obras, se exhiben dos objetos religiosos del legado de María Luisa Leguizamón de Leguizamón al Museo en 196. En la misma sala a la derecha, se muestra la continuación de la muestra de pintura europea del siglo XIX. En el ala izquierda, se exhiben las obras de pintores argentinos de principios del XX.
El circuito de exposiciones se completa con una serie de obras de los maestros salteños de los años 60.
El Museo cuenta entre sus colecciones con arte religioso del siglo XVIII; arte religioso y retratos del siglo XIX; obras de artistas como: Ernesto Scotti, Aristene Papi, Ramiro Dávalos, Guillermo Usandivaras, Juan J. Coll, Carlos Luis "Pajita" García Bes, Luis Preti, Osvaldo Juane, Jorge Hugo Román, Rodolfo Argenti, Elsa Salfity y tantos otros artistas salteños nativos y por adopción que dejaron su impronta en el arte de principios y mediados del siglo XX.
Tiene además una sala de Arte Precolombino que logra integrar la otra vertiente de la que se nutrieron los artistas locales desde su inicio.